# Kirakira PreCure a la Mode: Paritto! Omoide no Mille-feuille!

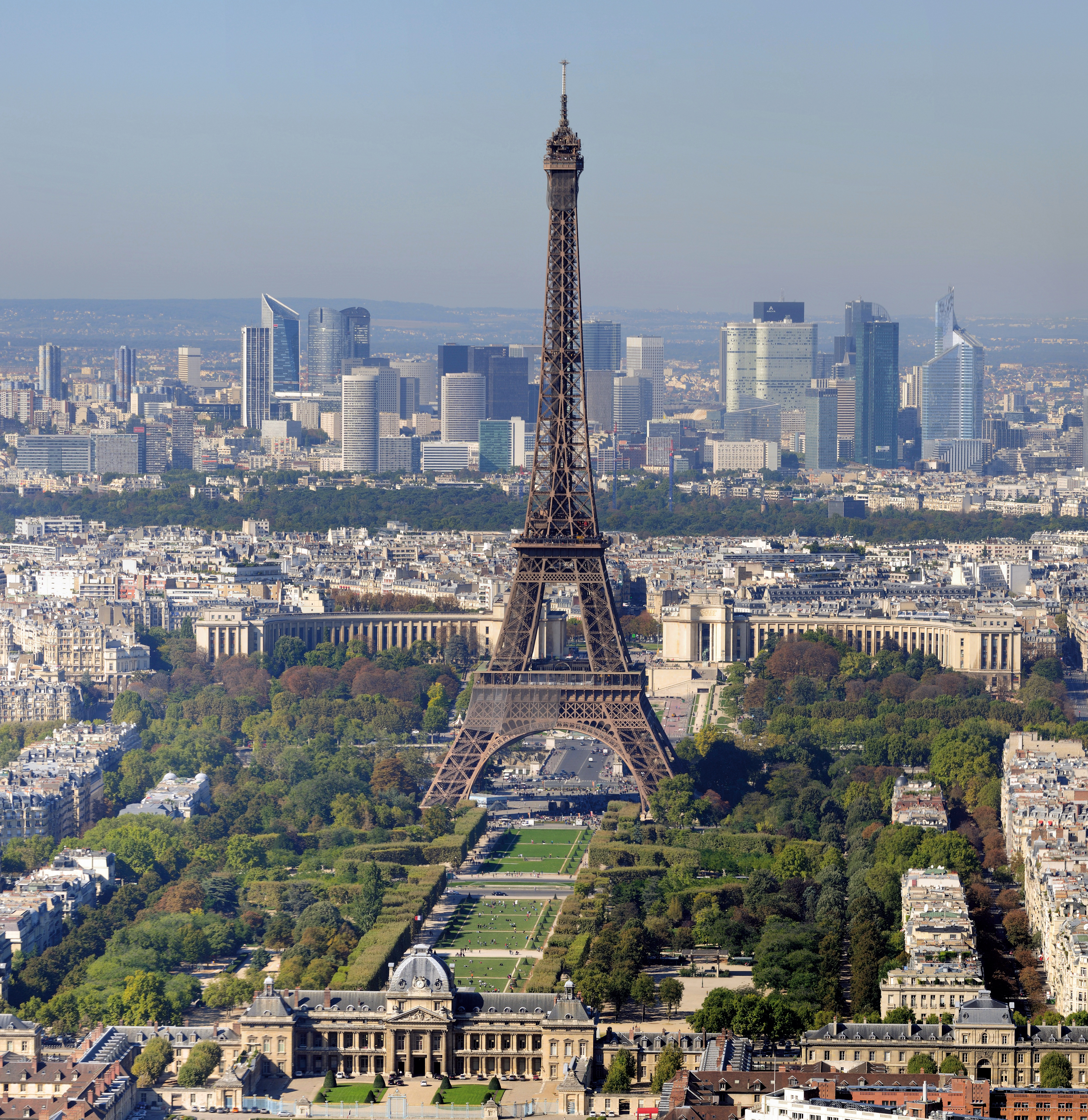
Paris : La Tour Eiffel et le Champ de Mars.

Kirakira PreCure a la Mode: Paritto! Omoide no Mille-feuille! (japonais : 映画 キラキラ☆プリキュアアラモード パリッと!想い出のミルフィーユ!) est un film d'animation japonais sorti le 28 octobre 2017. C'est un Long métrage tiré de Kirakira☆PreCure a la Mode. C'est un film qui se déroule à Paris, en France.